# Cutch (stato)
Lo Stato di Cutch (detto anche Kutch o Kachchh) fu uno stato principesco del subcontinente indiano, avente per capitale la città di Bhuj. I suoi territori corrispondono all'attuale regione di Kutch del Gujarat, a nord del Golfo di Kutch. Lo Stato era uno dei principati indiani delle coste.
Durante il British Raj, lo Stato fu parte della Cutch Agency e della Compagnia delle Indie Orientali con la Presidenza di Bombay.
I governanti locali mantennero un esercito di 354 cavalieri, 1.412 fanti e 164 cannoni.

## Storia
| Nome           | Regno     |
| -------------- | --------- |
| Lakho Jadani   | 1147-1175 |
| Ratto Rayadhan | 1175-1215 |
| Othoji         | 1215-1255 |
| Rao Gaoji      | 1255-1285 |
| Rao Vehanji    | 1285-1321 |
| Rao Mulvaji    | 1321-1386 |
| Rao Kaiyaji    | 1386-1406 |
| Rao Amarji     | 1406-1429 |
| Rao Bhhemji    | 1429-1472 |
| Rao Hamirji    | 1472-1524 |
| Jam Rawal      | 1524-1548 |

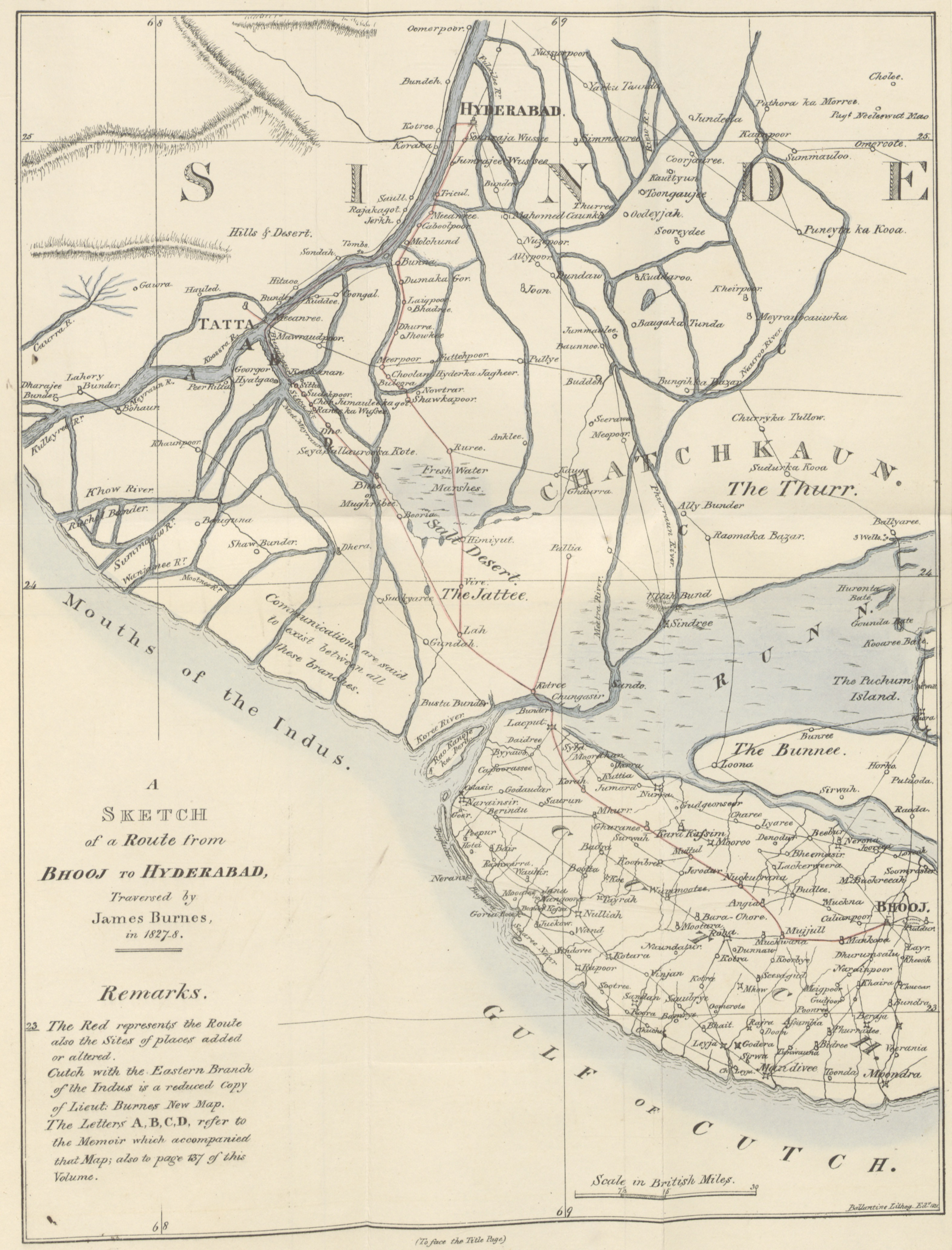
Sindh e Kutch in una mappa del 1827

Uno Stato conosciuto col nome di regno di Kutch venne fondato attorno al 1147 da Lakho Jadani della tribù dei Samma, giunti da Sindh. Dal 1147 al 1175 Lakho resse la parte orientale del futuro regno di Kutch ponendo la propria capitale a Lakhiarviro (attuale Nakhatrana). Prima della fondazione del regno, l'area era governata dalla dinastia Chavda, il cui ultimo grande rappresentante fu nel XIII secolo Vagham Chawda, ucciso dai suoi nipoti Mod e Manai del clan Jadeja. A quel tempo, la parte centrale e quella occidentale di Kutch erano sotto il controllo di differenti tribù come ad esempio i Solanki, i Waghela e la casta dei Kathi
Dopo la morte di Raydhan Ratto nel 1215 i suoi territori vennero suddivisi tra i suoi quattro figli Othaji, Dedaji, Hothiji e Gajanji, che ottennero rispettivamente i territori di Lakhirviro, Kanthkot, Gajod e Bara.
Othaji, come primogenito, ottenne la sede della capitale ed il resto divenne parte del Bhayyat, ovvero di un sistema federale familiare. La rivalità interna originatasi tra i fratelli si portò avanti nelle generazioni al punto che col tempo i territori di Othaji e Gajanji vennero uniti.
Il primo incidente tra i gruppi rivali che cambiò la storia di Kutch fu l'assassinio di Jam Hamirji di Lakhiarviro, capo dei discendenti di Othaji, ad opera di Jam Rawal di Bara. Jam Rawal, ritenendo gli Hamirji responsabili dell'uccisione del proprio padre, per vendetta uccise anche il fratello maggiore di Jam Hamirji, Rao , (padre di Khengarji). Jam Rawal poi governò Cutch per più di due decenni,  sino a quando Khenagrji I non riconquistò Cutch, una volta cresciuto. Jam Rawal allora fuggì da Cutch e fondò lo stato di Nawanagar che gli venne concesso, secondo la leggenda, in sogno direttamente da Ashapura Mata. I suoi discendenti crearono poi gli Stati di Rajkot, Gondal, Dhrol e Virpur.
Lakhiarviro rimase la capitale dello Stato di Cutch dalla sua fondazione nel 1147 sino all'epoca di Jam Rawal nel 1548.
| Nome             | Ascesa al trono |
| ---------------- | --------------- |
| Rao Khengarji I  | 1548-1585       |
| Rao Bharmalji    | 1585-1631       |
| Rao Bhojrajji    | 1631-1645       |
| Rao Khengarji II | 1645-1654       |
| Rao Tamachiji    | 1654-1665       |
| Rao Raydhunji    | 1665-1698       |

Khengarji I viene indicato sovente come il vero fondatore dello Stato moderno di Cutch dal momento che fu in grado di unire tutta la regione sotto il suo dominio. Khenagarji I ottenne anche il feudo di Morbi e delle armate dal sultano Mahmud Begada di Ahmedabad, al quale aveva salvato la vita da un leone. Khengarji ingaggiò poi una guerra per diversi anni per riconquistare Cutch da Jam Rawal ed integrare lo stesso Cutch in domini di maggiore entità nel 1549. Jam Rawal fuggì da Cutch per aver salva la vita e Khengarji I venne incoronato a Rapar, e poi spostò la capitale a Bhuj, città fondata da suo padre Rao Hamirji nel 1510.
 Lo stesso Khengarji fondò la città portuale di Mandavi.

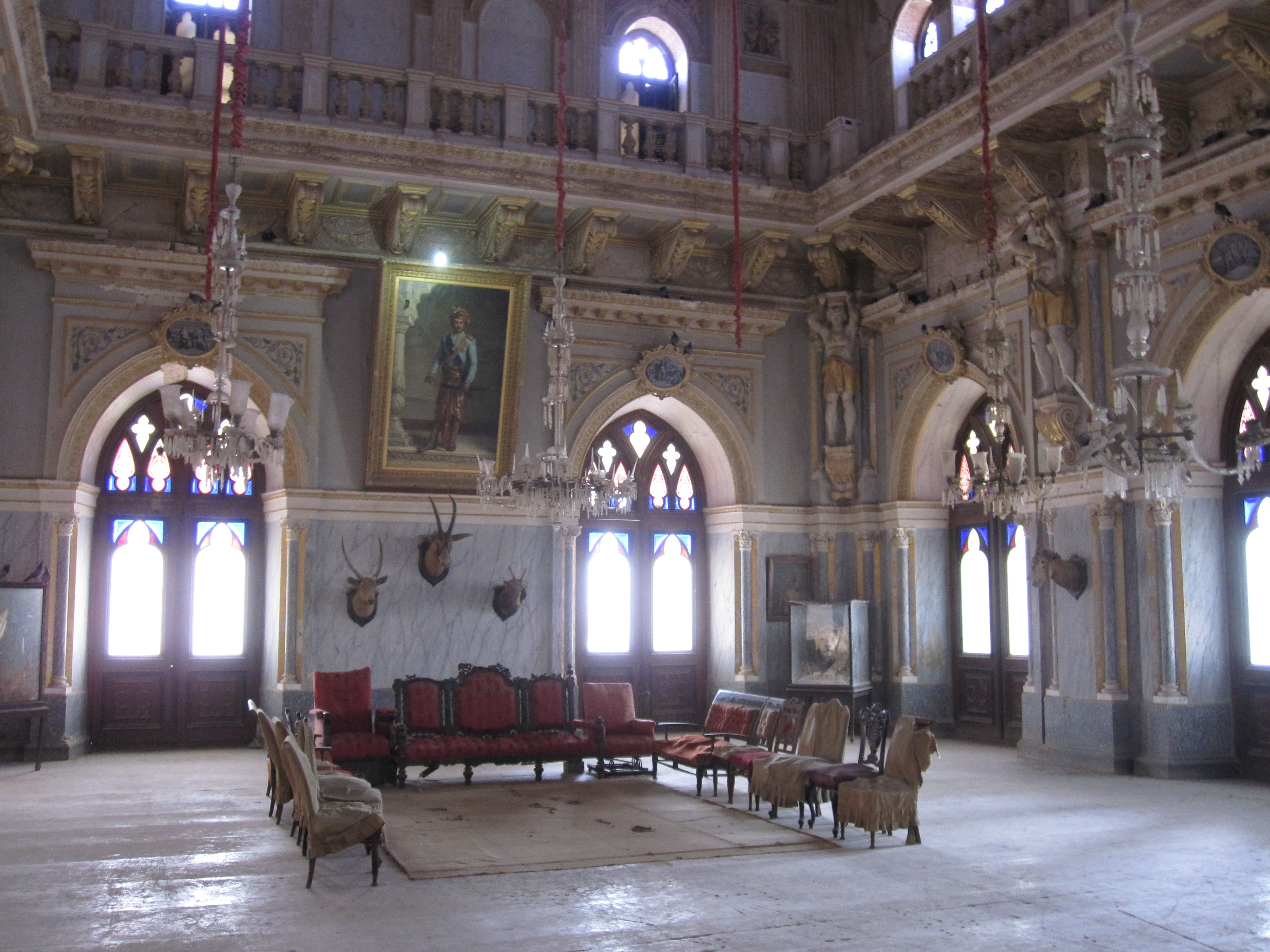
La Durbar Hall al Prag Mahal, Bhuj, costruita per volere di Pragmulji II

Dopo la morte di Rao Raydhunji nel 1698, la regolarità della successione venne nuovamente alterata dal momento che lo stesso Raydhunji aveva avuto tre figli maschi, Ravaji, Nagulji e Pragji. Ravaji, il primogenito, venne assassinato dai rajiput Sodha, il secondogenito era morto in precedenza per cause naturali, ma entrambi prima di morire avevano lasciato dei figli che disponevano di tutte le credenziali per accedere al trono di Kutch, ma erano ancora troppo giovani. Pragji, il terzo figlio di Rao Raydhunji, colse l'occasione per usurpare il trono dei nipoti e venne incoronato col nome di Pragmulji I.
Kayanji, il figlio primogenito dell'assassinato Ravaji, fuggì e si stabilì a Morvi, che all'epoca era ancora un feudo indipendente dal resto del regno. Kayanji rese Morvi indipendente a tutti gli effetti da Cutch e cercò da qui diverse volte di riottenere il trono che gli spettava per diritto.
| Reggenza                           | Nome                                        |
| ---------------------------------- | ------------------------------------------- |
| 1698 – 1715                        | Pragmalji I (n. 16... - m. 1715)            |
| 1715 – 1719                        | Godaji I (n. 16... - m. 1719)               |
| 1719 – 1752                        | Daishalji I (n. ... - m. 1752)              |
| 1741 – 1752                        | Lakhpatji (reggente) (n. 1717 - m. 1761)    |
| 1752 – 1761                        | Lakhpatji (n. 1717 - m. 1761)               |
| 1761 – 1778                        | Godaji II (n. 1734 - m. 1778)               |
| 1778 – 1786                        | Rayadhan III (1ª volta) (n. 1763 - m. 1813) |
| 1786 – 1801                        | Prithvirajsinhji (n. 17... - m. 1801)       |
| 1786 − 5 ottobre 1813              | Fateh Mohammad (reggente)                   |
| 5 ottobre 1813 − 30 ottobre 1813   | Rayadhan III (2ª volta)                     |
| 30 ottobre 1813 – 6 novembre 1814  | Hosayn Miyan (reggente)                     |
| 6 novembre 1814 − 25 marzo 1819    | Bharmalji II (n. 1798 - m. 1846)            |
| 25 marzo 1819 − 26 luglio 1860     | Deshalji II (n. 1814 - m. 1860)             |
| 26 luglio 1860 − 19 dicembre 1875  | Pragmalji II (n. 1839 - m. 1875)            |
| 19 dicembre 1875 − 15 gennaio 1942 | Khengarji III (n. 1866 - m. 1942)           |
| 15 gennaio 1942 − 26 febbraio 1948 | Vijayaraji (n. 1885 - m. 1948)              |
| 26 febbraio 1948 − 1 giugno 1948   | Madansinhji                                 |

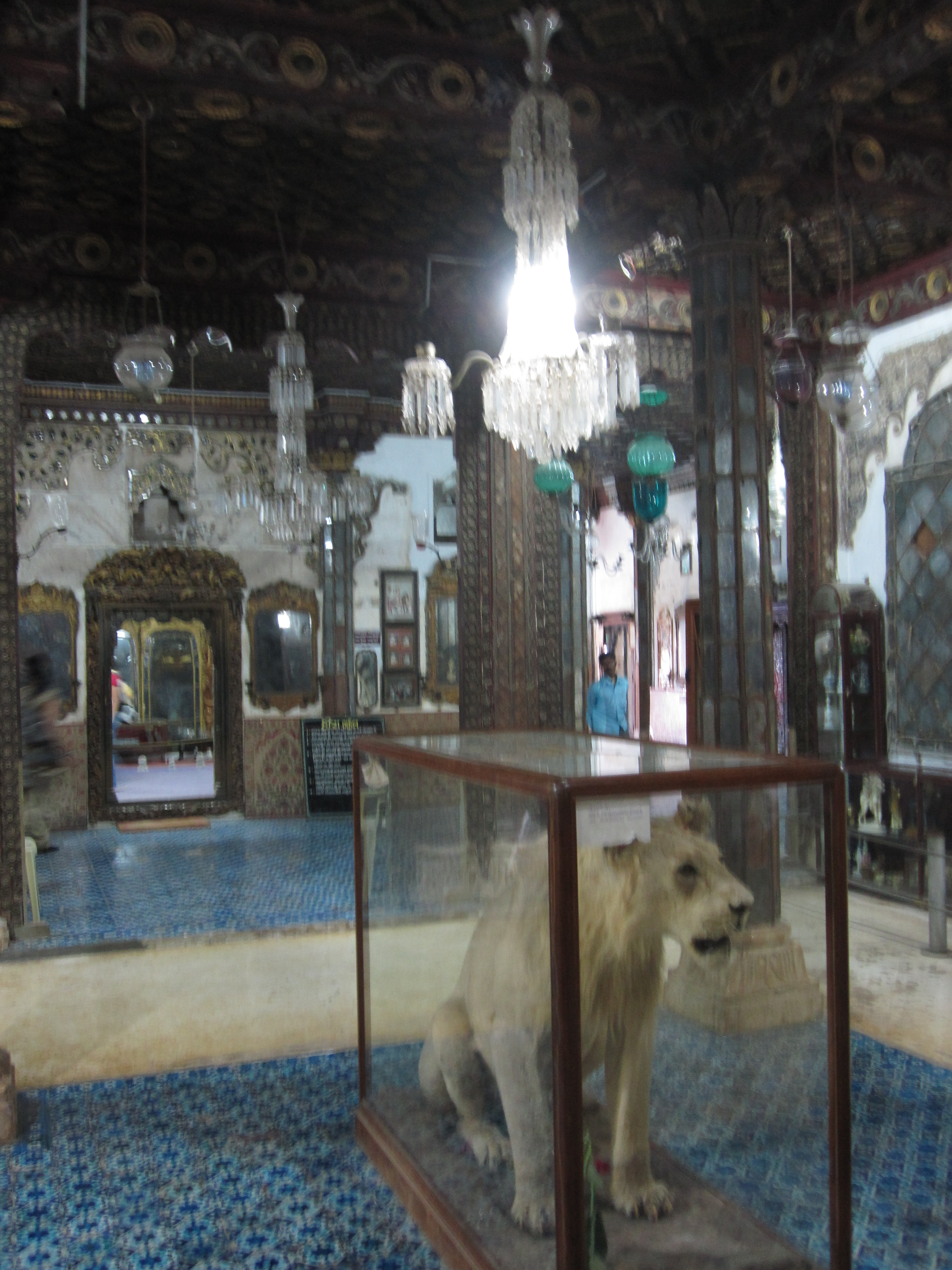
Appartamenti del maharao Lakhpatji Aina Mahal, Bhuj

Bhuj venne fortificata e tramutata in forte sotto il regno di Rao Godaji (1715−19). Gran parte dei lavori vennero però svolti sotto il governo di suo figlio Deshalji I (1718–1741). Nel 1719 durante il regno di Deshalji I, Sher Buland Khan, che era viceré moghul di Gujarat invase Kutch. L'esercito di Kutch si trovava ancora in condizioni precarie, quando un gruppo di Naga Bawas si affiancò a loro e le armate mughal vennero sconfitte.

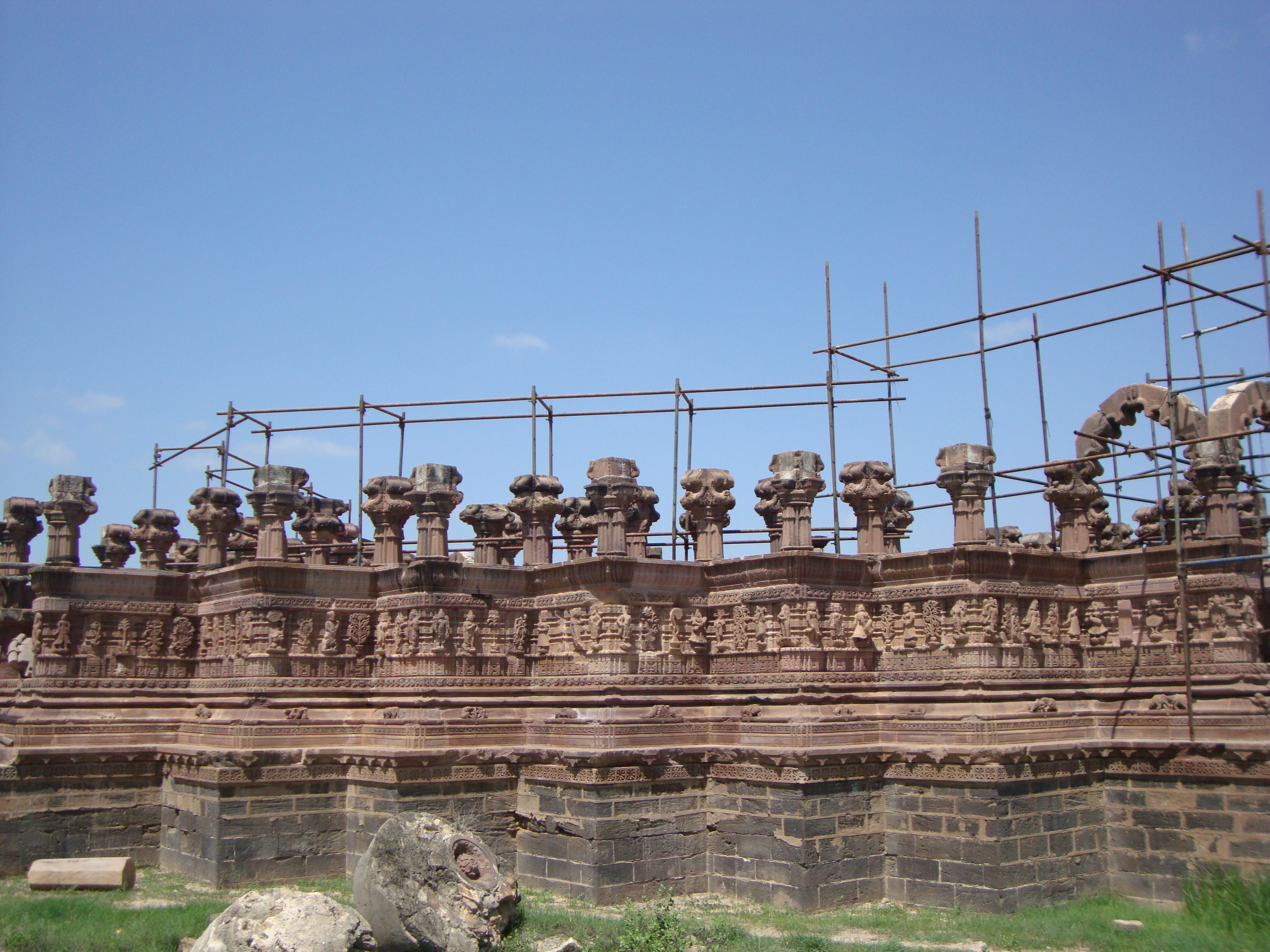
Cenotafio di Rao Lakhpathi a Bhuj.

Deshalji venne succeduto al trono da suo figlio Rao Lakhpatji (1741−61), che incaricò Ram Singh Malam di costruire la famosa Aina Mahal. Ram Singh Malam fondò inoltre anche una fabbrica di vetro e ceramica presso Madhapar che è una delle più antiche ancora oggi esistenti in India. Durante il regno di Lakhpatji il commercio marittimo fiorì notevolmente e fu durante il suo governo che Cutch iniziò a coniare una moneta propria (il Kutch kori rimase valido sino al 1948, anche durante il British Raj).
Successivamente, durante il regno di Rao Godaji II (1761−1778) la dinastia Jadeja subì la più pesante sconfitta della sua storia per mano di Mian Ghulam Shah Kalhoro di Sindh, che attaccò Cutch due volte nel 1763-64, (nella famosa e disastrosa Battaglia di Zora) e nuovamente nel 1765. Godaji perse diversi territori a vantaggio dei suoi nemici. Nel 1770, una figlia di suo cugino Wesuji venne fatta sposare con Mian Kalhoro ed il matrimonio venne celebrato con grande pompa e splendore da ambo le parti. In considerazione di queste relazioni, le città di Busta Bandar e Lakhpt Bandar oltre ad altri territori conquistati, poterono tornare a Rao di Cutch.
Il suo successore, Rao Rayadhan III (1778−86) divenne un fanatico religioso ed iniziò a convertire tutti i suoi pupilli all'islam sino a venire ferito nel 1785 ad Anjar nel corso di una rivolta guidata da Meghji Seth, assistito dalle armate di Jamadar Dosalven e Jamadar Fateh Mohamad. Rao Raydhan venne posto agli arresti nel suo palazzo ed il regno venne governato da un consiglio di dodici persone, seguendo un esempio democratico col re che ne era solo il capo titolare. Tre membri di questo consiglio provenivano dalla famiglia reale, tre erano Mahajans (proprietari terrieri e uomini d'affari molto ricchi delle comunità Hindu e Giainiste), tre membri della comunità musulmana, un membro della comunità Miyana, un membro di Gara Sadar, un membro dell'esercito. Jamadar Fateh Mohammad venne nominato reggente da questo consiglio de facto dal 1786 al 1813. Dopo la sua morte Rao Raydhan fu in grado di riprendere le redini del potere per un solo mese, per poi venire rimpiazzato da Hosayn Miyan, dal momento che Rao ancora restava fermo nelle sue idee integrazioniste. Hosayn Miyan rimase al potere dal 1813 al 1814 e venne succeduto quindi da Bharmalji II, figlio primogenito di Rao Raydhan, dal 1814, pur restando l'esercito sotto il controllo di Hosayn Miyan per maggiore sicurezza.
Il 15 dicembre 1815 l'esercito del regno di Cutch venne sconfitto presso Bhadreswar dalle armate combinate degli Stati di Gaekwad e Baroda. Le armate inglesi guidate dal colonnello East e l'esercito di Cutch guidato dal suo comandante, Hosayn Miyan, si incontrarono presso Bahdreshwar dove si trovava un famoso tempio locale che si frapponeva tra le due armate. Husain Miya era fermamente intenzionato a rispettare la sacralità del luogo e per questo non fece aprire il fuoco sugli inglesi, temendo di danneggiarlo, e venendo costretto a fuggire verso la città di Anjar che venne occupata dagli inglesi il 25 dicembre 1815. Quel fatto portò all'inizio di negoziati tra i regnanti di Kutch ed i britannici, giungendo a sottoscrivere il documento per il protettorato nel 1819 ed il capitano James Meckmardo venne nominato residente politico inglese a Bhuj. Il distretto di Anjar rimase sotto la diretta occupazione delle forze britanniche per sette anni sino al 25 dicembre 1822, quando quel territorio tornò allo Stato di Cutch.
Dopo la vittoria, gli inglesi deposero il sovrano regnante Jam Bharmulji II e suo figlio Deshalji II, ancora minorenne, venne nominato nuovo sovrano. Durante la sua minore età gli affari di governo vennero gestiti direttamente da un consiglio di reggenza che era composto da capi Jadeja ma che era capeggiato dal capitano MacMurdo a nome degli inglesi.

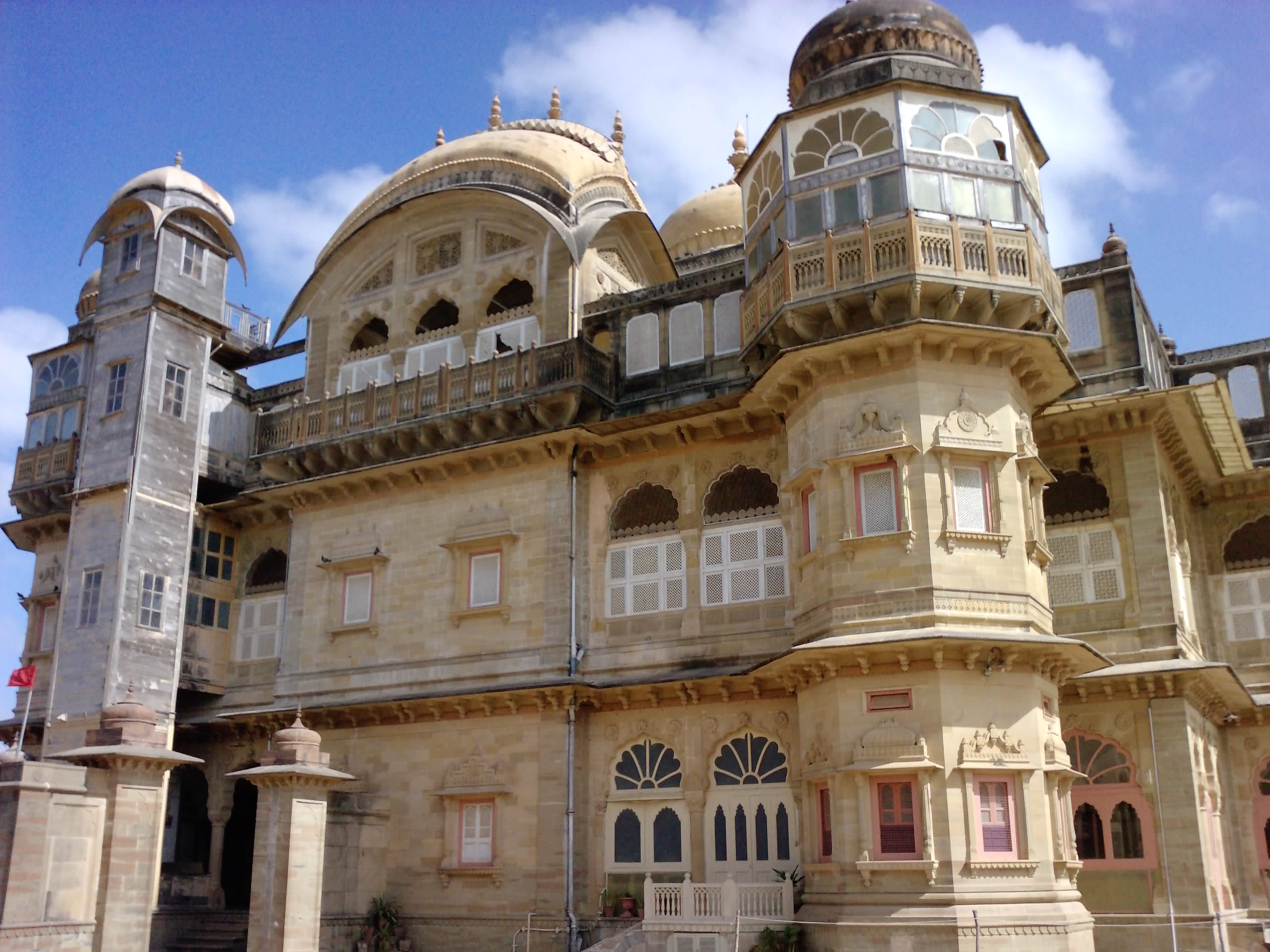
Vijaya Vilas Palace presso la spiaggia di Mandavi, costruito per Vijayaraji.

Durante il regno di Deshalji II Kutch fu colpito da un terribile terremoto a cui fecero seguito tre carestie (nel 1823, 1825 e 1832). Successivamente, Kutch venne attaccato da delle bande di Sindh. Deshalji, raggiunti i 18 anni di età, prese la guida del governo e sconfisse i suoi aggressori, implementando poco dopo il traffico con l'Africa (con l'Oman e Zanzibar specialmente). Lentamente ma progressivamente l'industrializzazione prese piede nell'area. Venne succeduto da suo figlio Pragmalji II nel 1860.
Durante l'ultima metà del XIX secolo e la prima metà del XX lo Stato progredì notevolmente sotto la guida di Pragmalji II e del suo successore Khengarji III. Le riforme educative, giudiziarie ed amministrative iniziate da Pragmalji II proseguirono anche con suo figlio; inoltre vi fu la fondazione della prima ferrovia dello stato, la Cutch State Railway, del porto di Kandla e di diverse scuole. Khengarji III fu il regnante che governò più a lungo lo Stato di Cutch e prestò servizio anche come aiutante di campo della Regina Vittoria per diversi anni. Fu lui ad ottenere per sé ed i suoi discendenti il titolo di Maharao.
Khengarji III venne succeduto da suo figlio Vijayaraji nel 1942 che governò per alcuni anni prima che l'India divenisse indipendente. Durante il regno di Vijayaraji venne istituita l'Alta Corte di Kutch, furono avviati i consigli dei villaggi e venne migliorata l'irrigazione, che consentì di far crescere notevolmente l'agricoltura nello Stato in soli sei anni. Cutch divenne il terzo Stato principesco dell'India dopo l'Hyderabad e Travancore a dare il via ad un sistema di bus per il trasporto pubblico, nel 1945.
Cutch fu il primo Stato principesco ad aderire all'India nel 1947, praticamente appena dopo la proclamazione dell'indipendenza. Sebbene all'epoca Vijayraji si trovasse a Londra per dei trattamenti medici, diede l'ordine ai suoi ministri di siglare l'accordo. Dopo la morte del padre, Madansinhji ascese al trono il 26 gennaio 1948 e divenne l'ultimo maharao di Cutch, sino al 4 maggio di quello stesso anno, quando l'amministrazione dello Stato passò direttamente all'India.